# Leo Theumer
Leo Theumer (11. února 1829 Šmídeberk – 3. ledna 1913 Loket) byl rakouský a český notář a politik německé národnosti, v 2. polovině 19. století poslanec Českého zemského sněmu.

## Biografie
Vystudoval práva. Působil jako notář v Lokti. Byl prezidentem notářské komory v Chebu. Zastával funkci okresního starosty v Lokti.
V 70. letech 19. století se natrvalo zapojil i do zemské politiky. V zemských volbách v roce 1870 byl zvolen na Český zemský sněm za kurii venkovských obcí (obvod Falknov – Kynžvart). Mandát obhájil i v zemských volbách v roce 1872, nyní za městskou kurii (obvod Loket – Slavkov – Schönfeld – Bečov – Sangerberg). Po zemských volbách v roce 1878 není zmiňován mezi zvolenými poslanci. Znovu je jeho mandát uváděn po zemských volbách v roce 1883 (opět za městskou kurii, obvod Loket – Slavkov – Schönfeld – Bečov – Sangerberg). Mandát zde obhájil i ve volbách v roce 1889 a volbách v roce 1895.
Politicky se profiloval jako německý liberál (takzvaná Ústavní strana, liberálně a centralisticky orientovaná, odmítající federalistické aspirace neněmeckých etnik, později Německá pokroková strana).